# Barrgömming
Barrgömming (Melanospora chionea) är en svampart som först beskrevs av Elias Fries, och fick sitt nu gällande namn av August Karl Joseph Corda 1837. Barrgömming ingår i släktet Melanospora och familjen Ceratostomataceae.  Arten är reproducerande i Sverige. Inga underarter finns listade i Catalogue of Life.